# Municipio de Lyon (Dakota del Norte)
El municipio de Lyon (en inglés: Lyon Township) es un municipio ubicado en el condado de Stutsman en el estado estadounidense de Dakota del Norte. En el año 2010 tenía una población de 19 habitantes y una densidad poblacional de 0,2 personas por km².

## Geografía
El municipio de Lyon se encuentra ubicado en las coordenadas 47°11′43″N 98°47′6″O / 47.19528, -98.78500. Según la Oficina del Censo de los Estados Unidos, el municipio tiene una superficie total de 92.85 km², de la cual 85,55 km² corresponden a tierra firme y (7,86 %) 7,3 km² es agua.

## Demografía
Según el censo de 2010, había 19 personas residiendo en el municipio de Lyon. La densidad de población era de 0,2 hab./km². De los 19 habitantes, el municipio de Lyon estaba compuesto por el 100 % blancos. Del total de la población el 0 % eran hispanos o latinos de cualquier raza.